# Gran Premio Miguel Induráin 2014
EL XV Gran Premio Miguel Induráin (XLVII Trofeo Comunidad Foral de Navarra y X Trofeo Ayuntamiento de Estella-Lizarra) fue una carrera ciclista que se disputó el sábado 5 de abril de 2014, sobre un trazado de 187 kilómetros.
La prueba perteneció al UCI Europe Tour 2013-2014 de los Circuitos Continentales UCI, dentro de la categoría 1.1.
Participaron 12 equipos. El único equipo español de categoría UCI ProTeam (Movistar Team); el único de categoría Profesional Continental (Caja Rural-Seguros RGA); y los 2 de categoría Continental (Euskadi, Burgos BH-Castilla y León. En cuanto a representación extranjera, estuvieron 8 equipos: los UCI ProTeam del Team Katusha y Garmin Sharp; y los Continentales del Team Ecuador, Lokosphinx, Louletano-Dunas Douradas, Keith Mobel-Partizan, LBC-MVP Sports Foundation y Radio Popular. Formando así un pelotón de 102 ciclistas, con entre 7 y 10 corredores cada equipo, de los que acabaron 53.
El ganador final fue Alejandro Valverde tras un ataque en solitario a 20 kilómetros de meta. Completaron el podio Tom Slagter y Sergei Chernetski, respectivamente.

## Clasificación final
| \| Posición \| Ciclista \| Equipo \| Tiempo \| \| -------- \| ------------------ \| ---------------------- \| --------------- \| \| 1. \| Alejandro Valverde \| Movistar \| 4 h 52 min 01 s \| \| 2. \| Tom Slagter \| Garmin Sharp \| a 1 min 02 s \| \| 3. \| Sergei Chernetski \| Katusha \| m.t. \| \| 4. \| André Cardoso \| Garmin Sharp \| a 1 min 06 s \| \| 5. \| Yury Trofimov \| Katusha \| a 1 min 08 s \| \| 6. \| Ryder Hesjedal \| Garmin Sharp \| a 1 min 40 s \| \| 7. \| Alexandr Kolobnev \| Katusha \| a 2 min 18 s \| \| 8. \| Benjamin King \| Garmin Sharp \| a 2 min 28 s \| \| 9. \| David Arroyo \| Caja Rural-Seguros RGA \| a 2 min 39 s \| \| 10. \| Miguel Mínguez \| Euskadi \| a 3 min 11 s \| |                    |                        |                 |
| Posición | Ciclista           | Equipo                 | Tiempo          |
| 1. | Alejandro Valverde | Movistar               | 4 h 52 min 01 s |
| 2. | Tom Slagter        | Garmin Sharp           | a 1 min 02 s    |
| 3. | Sergei Chernetski  | Katusha                | m.t.            |
| 4. | André Cardoso      | Garmin Sharp           | a 1 min 06 s    |
| 5. | Yury Trofimov      | Katusha                | a 1 min 08 s    |
| 6. | Ryder Hesjedal     | Garmin Sharp           | a 1 min 40 s    |
| 7. | Alexandr Kolobnev  | Katusha                | a 2 min 18 s    |
| 8. | Benjamin King      | Garmin Sharp           | a 2 min 28 s    |
| 9. | David Arroyo       | Caja Rural-Seguros RGA | a 2 min 39 s    |
| 10. | Miguel Mínguez     | Euskadi                | a 3 min 11 s    |